# Torvehallerne (Vejle)
 For alternative betydninger, se Torvehallerne. (Se også artikler, som begynder med Torvehallerne)
Torvehallerne eller formelt BEST WESTERN ToRVEhallerne er et hotel og konferencecenter beliggende i Vejle. Hotellet deltager i markedsføringskæden Best Western International. Bygningerne ToRVEhallerne ejes af ejendomsselskabet Select Development, hvis ejere har drevet driftsselskabet ToRVEhallerne A/S siden april 1999.

## Historie
Der blev taget initiativ til Torvehallerne i 1991, hvor grunden i det centrale Vejle mellem Kirketorvet, Foldegade og Fiskergade på 12.000 kvadratmeter blev ledig grundet Vejle Amts Folkeblads flyt til nye lokaler efter over 100 år på stedet. Juristernes og Økonomernes Pensionskasse samt Ingeniørernes Pensionskasse bevilgede i 1991 100 millioner kroner til projektet, Torvehallerne. Projektet kom i alt til at koste 120-140 millioner og blev indviet d. 21. november 1992, hvor Kim Larsen og Bellami spillede.

## Arkitektur og indretning
Centret består af fire sammenkædede bygninger med klassisk arkitektur. Der er en basilika, som er inspireret af Andrea Palladios basilika i Vincenza i Italien samt et forretningsstrøg meget lig det i Burlington Arcade i London. Forretningsstrøget bød ved åbningen bl.a. på en irsk pub og et wienerkonditori.

### Faciliteter
Centret har 12 mødelokaler, herunder det største med en kapacitet på 500 mennesker, samt en scene hvor der jævnligt afholdes koncerter. Selve hoteldelen består af 74 dobbeltværelser i forskellige størrelser.
Centret huser desuden 3 restauranter og en stor gin-bar med DJ hver weekend